# Agalychnis saltator
Agalychnis saltator is een kikker uit de familie Phyllomedusidae. De soort werd lange tijd tot de familie boomkikkers (Hylidae) gerekend. De soort werd voor het eerst wetenschappelijk beschreven door Edward Harrison Taylor in 1955. Later werd de wetenschappelijke naam Phyllomedusa saltator gebruikt.
De mannelijke kikker bereikt een lichaamslengte van 3,4 tot 5,4 centimeter, het vrouwtje wordt groter tot 6,6 cm. De lichaamskleur is helder groen met geelbruine dwarsstrepen. De poten zijn rood en de vingers en tenen hebben een oranje kleur. De flanken zijn blauw van kleur, witachtige dwarsbanden ontbreken zodat de soort hieraan van de roodoogmakikikker te onderscheiden is.
De soort leeft in delen van Midden-Amerika en komt voor in de landen Costa Rica en Nicaragua. De habitat bestaat uit vochtige tropische regenwouden, in de paartijd worden moerasen opgezocht.